# Río Coa
El río Coa es un río portugués que nace en Fóios, Sabugal, en la sierra de las Mesas, cerca de la sierra de la Malcata. Recorre cerca de 130 km hasta desembocar en la margen izquierda del río Duero, cerca de Vila Nova de Foz Côa. Es uno de los pocos ríos portugueses que tiene un recorrido en dirección sur-norte. El río Coa marca el límite Norte de la Reserva Natural Sierra de Malcata.

## Arte prehistórico

Museo del Coa

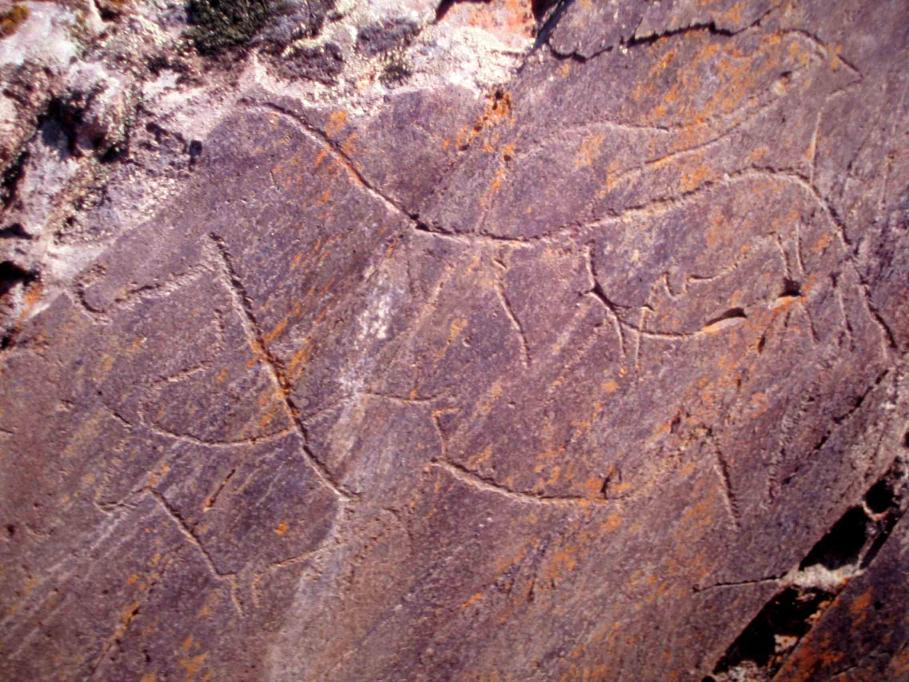
Grabados de un caballo (grande en el centro) y dos cabras (abajo a la izquierda y arriba a la derecha) en el valle del Coa

En las márgenes del río, en las proximidades de Vila Nova de Foz Côa, hay importantes grabados de arte rupestre. El lugar fue declarado por la Unesco como Patrimonio Mundial en 1998.

## Municipios comprendidos
El río Coa transcurre por los municipios de Sabugal, Almeida, Figueira de Castelo Rodrigo, Pinhel y Vila Nova de Foz Côa por la zona rayana del distrito de Guarda, poco poblada. El río tiene un régimen marcadamente mediterráneo. 

## Ciudades cercanas al río
Las ciudades en la cercanía del río Coa son: Sabugal, Pinhel y Vila Nova de Foz Côa.
Las villas principales cerca del río Coa son: Almeida y Figueira de Castelo Rodrigo.